# Diocèse d'Orán
Ne doit pas être confondu avec Diocèse d'Oran.
Le diocèse d'Orán (en latin : Dioecesis Novoraniensis ; en espagnol : Diócesis de Orán) est un diocèse de l'Église catholique en Argentine, suffragant de l'archidiocèse de Salta.

## Territoire
Il comprend plusieurs départements de la province de Salta : General José de San Martín, Orán et Rivadavia ainsi qu'une partie des départements d'Iruya et Santa Victoria, l'autre partie de ces deux derniers étant gérée par la prélature territoriale de Humahuaca. 
Son territoire a une superficie de 56 880 km divisé en 27 paroisses. Le siège épiscopal est dans la ville de San Ramón de la Nueva Orán où se trouve la cathédrale Saint-Raymond-Nonnat.

## Historique
Le diocèse est érigé le 10 avril 1961 par la constitution apostolique Supremi muneris du pape Jean XXIII en prenant sur le territoire de l'archidiocèse de Salta dont Orán devient suffragant.
Par la lettre apostolique Praeclarus evangelicae du 19 septembre 1964, le pape Paul VI déclare que saint Raymond Nonnat est le patron principal du diocèse.
Le 21 janvier 1972, il cède une partie des départements d'Iruya et de Santa Victoria à la prélature territoriale de Humahuaca en vertu du décret Maiori Christifidelium de la congrégation pour les évêques.

## Évêques
- Francisco Felipe de la Cruz Muguerza, O.F.M (12 juin 1961 - 2 mai 1969)
- Manuel Guirao (31 octobre 1970 - 20 janvier 1981), nommé évêque de Santiago del Estero
- Gerardo Eusebio Sueldo (30 avril 1982 - 15 mai 1993), nommé évêque coadjuteur de Santiago del Estero
- Mario Antonio Cargnello (7 avril 1994 - 24 juin 1998), nommé archevêque coadjuteur de Salta
- Jorge Rubén Lugones, S.J (2 juin 1999 - 14 octobre 2008), nommé évêque de Lomas de Zamora
- Marcelo Daniel Colombo (8 mai 2009 - 9 juillet 2013), nommé évêque de La Rioja
- Gustavo Óscar Zanchetta (23 juillet 2013 - 1er août 2017), démis de ses fonctions (reconnu coupable d'agressions sexuelles en 2022)
- Luis Antonio Scozzina, O.F.M, depuis le 6 avril 2018